# قلعة نوشوكتي (شيروان)
قلعة نوشوکتي (بالفارسية: قلعه نوشوکتی) هي مستوطنة تقع في إيران في قسم شیروان الريفي. يقدر عدد سكانها بـ 350 نسمة .